# А-Мерка
А-Мерка (гал. A Merca, ісп. La Merca) — муніципалітет в Іспанії, у складі автономної спільноти Галісія, у провінції Оренсе. Населення — 2254 осіб (2009).
Муніципалітет розташований на відстані близько 410 км на північний захід від Мадрида, 13 км на південь від Оренсе.
Муніципалітет складається з таких паррокій: Корвільйон, Ентрамбосріос, Фарамонтаос, А-Манчика, А-Мерка, А-Мескіта, Олас-де-Віларіньйо, Пардеррубіас, Перейра-де-Монтес, Проенте, Сан-Вітойро-да-Мескіта, Сарракос.

## Демографія
Динаміка населення (INE ):

## Галерея зображень

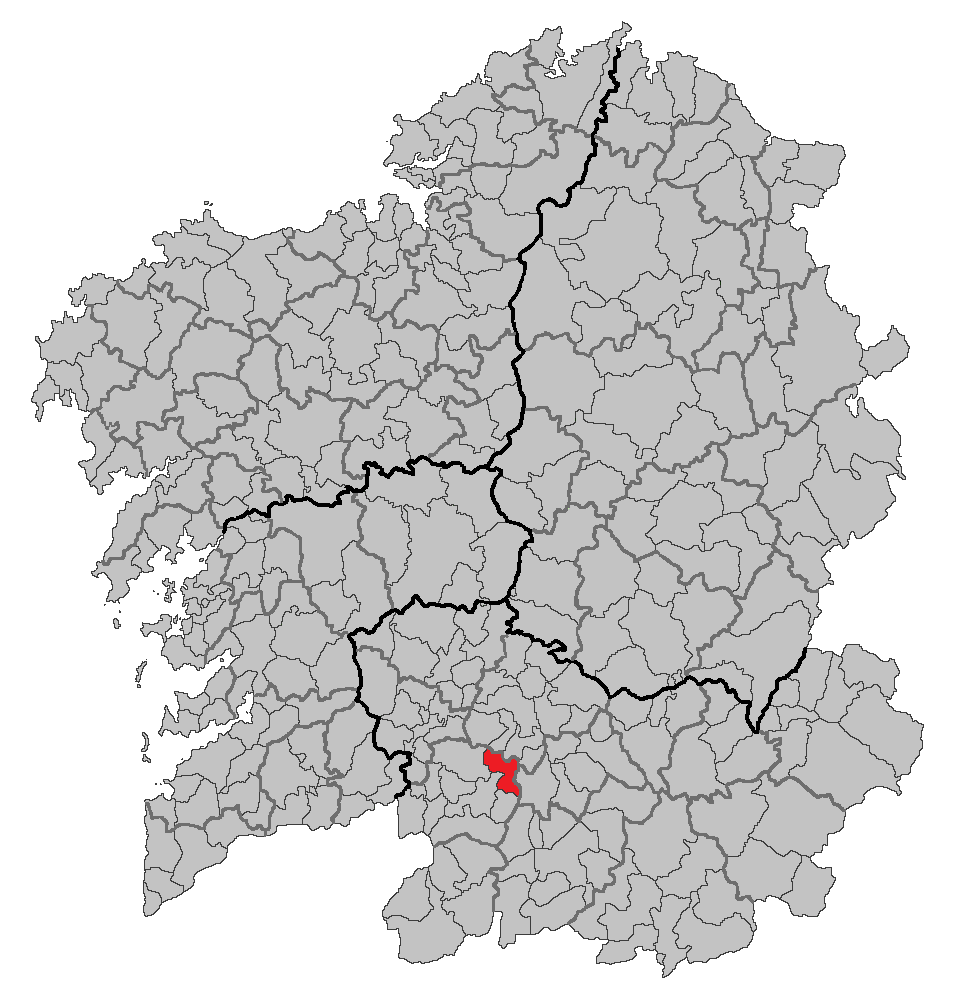
Розташування муніципалітету